# Fantastic Adventures
Fantastic Adventures (с англ. — «фантастические приключения») — американский бульварный журнал фэнтези и научной фантастики, выходивший с 1939 по 1953 год в издательстве Ziff-Davis. Первоначально его редактировал Рэймонд Палмер, который также был редактором Amazing Stories, другого научно-фантастического журнала Ziff-Davis. Первые девять номеров вышли в формате bedsheet, но начиная с июньского номера 1940 года Fantastic Adventures выходил в стандартном для бульварных журналов формате. К концу 1940 года журнал был на грани закрытия, но его спасли неожиданно хорошие продажи октябрьского номера 1940 года, чему способствовала сильная обложка Джеймса Аллена Сент-Джона с иллюстрацией к «Джонгору» (Jongor of Lost Land) Роберта Мура Уильямса. К маю 1941 года журнал выходил ежемесячно. Историки научной фантастики считают, что Палмеру не удавалось поддерживать неизменно высокий уровень художественных произведений, но Fantastic Adventures вскоре приобрёл репутацию журнала весёлых и причудливых историй. Большая часть материала была написана небольшой группой писателей, публиковавшихся как под собственными именами, так и под псевдонимами. Обложки, как и у многих других бульварных журналов той эпохи, часто изображали красивых женщин в драматичных боевых сценах. Одним из постоянных художников был  Гарольд Уильям Макколи, чьи обложки с гламурными «МакДевушками» (MacGirl) пользовались популярностью у читателей, хотя акцент на привлекательных и временами довольно откровенно одетых женщинах вызывал и некоторые возражения.
В 1949 году Палмер покинул Ziff-Davis и его заменил увлечённый знаток фэнтези Говард Браун. Брауну удалось на некоторое время повысить качество публикуемых в Fantastic Adventures произведений, и период около 1951 года многие считают временем расцвета журнала. После того, как план по продвижению Amazing Stories в верхние сегменты рынка провалился, Браун потерял интерес к журналу и тот снова стал предсказуемым. В 1952 году Ziff-Davis запустил ещё один журнал фэнтези под названием Fantastic, выходивший в формате дайджеста; новый журнал оказался успешным, и через несколько месяцев было принято решение отказаться от публикации Fantastic Adventures в пользу Fantastic. Мартовский выпуск Fantastic Adventures 1953 года стал последним.

## История публикаций

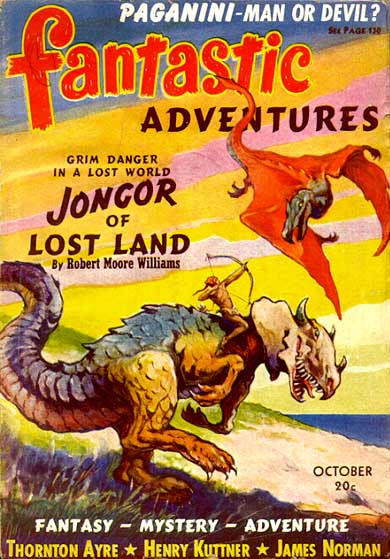
Обложка октябрьского номера 1940 года, нарисованная Джеймсом Алленом Сент-Джоном, помогла спасти журнал от закрытия

Хотя научно-фантастические произведения выходили и до 1920-х годов, о формировании отдельного жанра с собственным рынком нельзя было говорить до появления в 1926 году журнала Amazing Stories, издаваемого Хьюго Гернсбеком. К концу 1930 годов отрасль переживала первый бум. Гернсбэк потерял контроль над Amazing Stories в 1929 году: журнал был продан Teck Publications, а затем, в 1938 году, приобретён Ziff-Davis. В следующем году Ziff-Davis запустило Fantastic Adventures в качестве дополнения к Amazing; первый выпуск был датирован маем 1939 года, редактор Amazing Рэй Палмер взял на себя ответственность и за новый журнал.
Fantastic Adventures начал выходить в формате bedsheet, как и ранние научно-фантастические журналы, такие как Amazing. Возможно этот формат был выбран для того, чтобы привлечь читателей, испытывающих ностальгию по большим журналам. Изначально новые номера появлялись раз в два месяца, но с января 1940 года Fantastic Adventures перешёл на ежемесячный график выпусков. Однако продажи нового журнала были хуже, чем у Amazing, и с июньским номером график выпусков снова стал двухмесячным. Формат также был уменьшен до стандартного для бульварных журналов, так как это позволяло снизить стоимость производства. Продажи не улучшались, и Ziff-Davis планировало, что октябрьский выпуск станет последним. В этом выпуске было напечатано произведение Роберта Мура Уильямса «Джонгор» (Jongor of Lost Land), а обложка была нарисована Джеймсом Алленом Сент-Джоном. Эта комбинация оказалась настолько успешной, что октябрьские продажи в два раза превысили показатели августа. Это убедило Ziff-Davis в жизнеспособности журнала, и с января 1941 года он снова стал выходить, сначала раз в два месяца, а с мая того же года — ежемесячно.
В 1950 году редактором Amazing Stories и Fantastic Adventures стал Говард Браун. Он предпочитал фэнтези научной фантастике и с удовольствием редактировал Fantastic Adventures, но когда его план по продвижению Amazing Stories в верхние сегменты рынка был сорван Корейской войной, Браун на некоторое время потерял интерес к обоим журналам. Он позволил Уильяму Хэмлингу взять на себя ответственность за журналы, что плохо сказалось на качестве. В конце 1950 года Ziff-Davis переехало из Чикаго в Нью-Йорк; Браун переехал в Нью-Йорк, но Хэмлинг решил остаться в Чикаго, поэтому Брауну пришлось снова погрузиться в редактирование журнала. Такие историки научной фантастики, как Брайан Стэблфорд и Майк Эшли, считают, что результатом стало явное улучшение качества. Интерес Брауна к фэнтези побудил его летом 1952 года основать новый журнал дайджест-формата Fantastic; быстрый успех нового проекта побудил Ziff-Davis преобразовать в формат дайджеста и Amazing Stories. В начале 1950 годов бульварные журналы активно замещались дайджестами, на фоне успеха Fantastic причин продолжать издавать Fantastic Adventures было довольно мало. Журнал был объединён с Fantastic; последний выпуск датирован мартом 1953 года, в выходных данных выпуска Fantastic за май-июнь есть упоминание Fantastic Adventures, но уже в следующем номере оно пропадает.

## Содержание и критика

### Палмер

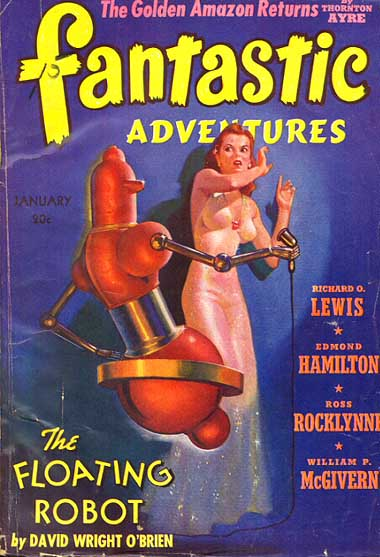
Обложка январского выпуска 1941 года; художник —. Эти обложки с «МакДевушками» (MacGirl), как их называли, начали появляться с конца 1940 года, заменив собой обложки с боевыми сценами.

Целью Палмера было превращение Fantastic Adventures в журнал фэнтези, не уступающий в литературном отношении своим «серьёзным» (англ. slick) конкурентам, таким как The Saturday Evening Post. Хотя смешение научной фантастики и фэнтези не пользовалось популярностью среди любителей фантастики той эпохи, Палмер сознательно продвигал журнал как объединение лучшего из обоих направлений. На обложке журнала размещался лозунг: «Лучшее в научной фантастике» (The Best in Science Fiction), а также Палмер рекламировал Fantastic Adventures в Amazing Stories, превознося ценность, которую для читателя представляет объединение обоих жанров в одном журнале. Среди основных конкурентов Fantastic Adventures можно отметить журнал Unknown, запущенный всего на пару месяцев раньше, в марте 1939 года, и Weird Tales, впервые появившийся в 1923 году, однако вместо того, чтобы пытаться подражать любому из них, редакторы Fantastic Adventures делали акцент на приключенческих историях в стиле Эдгара Райса Берроуза. Палмер, вероятно, приобрёл часть работ в жанре фэнтези, которые были отправлены в Amazing Stories, что сразу дало ему множество материалов для работы. Однако, по словам Эшли, первый выпуск был довольно слабым: на обложке был «Невидимый Робин Гуд» (The Invisible Robinhood) Эндо Биндера, среди других авторов были Харл Винсент, Росс Роклинн и Алфеус Хайат Веррил. В качестве дополнительных элементов в номере были размещены викторина, профили авторов и комикс «Рэй Холмс, научный детектив»: читатель должен был сам разгадать тайну, основываясь на данных ему подсказках. Комикс оказался провалом и после первого выпуска больше не появлялся. Размещённая на задней обложке иллюстрация Фрэнка Пауля «Человек с Марса» (The Man from Mars), была более успешной, и иллюстрированные задние обложки стали постоянным элементом журнала.
В следующем выпуске была опубликована «Революция учёных» (The Scientists' Revolt) Эдгара Райса Берроуза, чьё имя практически гарантировало хорошие продажи. Эшли отмечает, что произведение было довольно посредственным: сюжет разворачивался вокруг дворцовой интриги в современной Европе. Берроуз никак не мог найти издателя, который согласился бы купить эту работу. В конце концов «Революцию учёных» приобрёл Палмер, переписал её и перенёс действие в будущее. Несмотря на слабость основного произведения, второй выпуск был заметно лучше первого, в нём были напечатаны хорошо принятые работы Нельсона Бонда и Джона Рассела Фирна (под псевдонимом «Торнтон Эйр»). Берроуз вернулся в Fantastic Adventures в 1941 году с несколькими новеллами из серии «Карсон с Венеры» (Carson of Venus): в период с марта 1941 по март 1942 года было опубликовано четыре произведения, каждое из которых удостоилось иллюстрации Джеймса Аллена Сент-Джона на обложке, в результате чего продажи Fantastic Adventures значительно возросли.

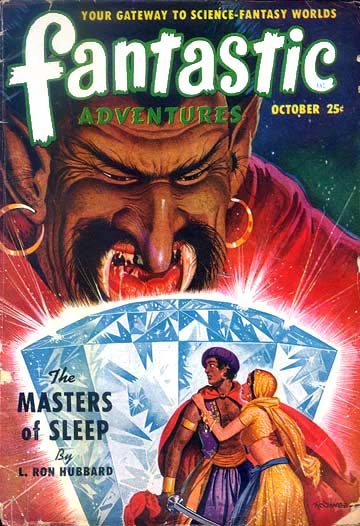
Обложка октябрьского номера 1950 года. Художник Роберт Гибсон Джонс нарисовал иллюстрацию к произведению Рона Хаббарда «Хозяева сна» (Masters of Sleep)

Большая часть произведений для Fantastic Adventures была написана небольшой группой писателей, часто работавших под псевдонимами. Костяк группы составляли Уильям МакГиверн, Дэвид Райт О'Брайен, Дон Уилкокс, Честер Гейер, Рог Филлипс, Лерой Йеркса, Роберт Мур Уильямс, Роберт Блох и Беркли Ливингстон. По мнению Эшли, значительная часть опубликованного материала плохо прошла испытание временем, но Палмеру часто удавалось найти хорошие истории у непостоянных авторов журнала: например, он купил несколько рассказов Августа Дерлета. Рэй Брэдбери также печатался в Fantastic Adventures: рассказ «Завтра, завтра, завтра» (Tomorrow and Tomorrow), появившийся в 1947 году, был его единственной публикацией в журнале, но Эшли считает его «одним из лучших рассказов, опубликованных [Fantastic Adventures] в 1940-х годах». Одним из первых авторов был Нельсон Бонд, чья работа «Судейство жрицы» (The Judging of the Priestess) появилась в апрельском номере 1940 года. Это был второй из трёх высоко оценённых критиками рассказов о жрице; действие произведений разворачивается в будущем, после крушения цивилизации. Первая и третья части серии были опубликованы в Amazing Stories и Astounding Stories соответственно. Бонд также написал юмористический рассказ под названием «Удивительное изобретение Вильберфорса Вима» (The Amazing Invention of Wilberforce Weems), который появился в сентябрьском номере 1939 года и описывал последствия появления зелья, позволяющего мгновенно впитывать знания из любой книги. Палмер подталкивал авторов к проработке самых причудливых идей, возникавшие в результате необычные произведения дали Fantastic Adventures репутацию журнала весёлого и увлекательного фэнтези. У публиковавшихся историй часто были абсурдные названия: «Трудности Квантуса Кваггла» (The Quandary of Quantus Quaggle), «Сидни, разболтанный робот» (Sidney, the Screwloose Robot) (оба написаны МакГиверном) и «Странная участь Флойда Скрилча» (The Weird Doom of Floyd Scrilch) Роберта Блоха — один из серии рассказов о Левше Фипе, почти все из которых появлялись в Fantastic Adventures между 1942 и 1945 годами. Роберт Мур Уильямс опубликовал в Fantastic Adventures два продолжения своего успешного произведения «Джонгор»: «Возвращение Джонгора» (The Return of Jongor) в 1944 году и «Месть Джонгора» (Jongor Fights Back) в 1951 году.
Палмер любил розыгрыши, например, мог напечатать фотографию писателя, хотя на самом деле автор подписался псевдонимом. В февральском выпуске Fantastic Adventures за 1944 год Палмер напечатал письмо, автором которого якобы был путешествующий во времени учёный, рождённый в 1970 году, при этом его машина времени была вдохновлена историей из журнала. Палмер сделал вид, что воспринял письмо всерьёз и призвал читателей найти учёного. Самым успешным розыгрышем Палмера была «Тайна Шейвера»: серия рассказов, автор которых Ричард Шейвер объяснял все катастрофы и несчастные случаи результатом работы спрятанных под землёй древних механизмов. Серия пользовалась огромной популярностью; все рассказы Шейвера были опубликованы в сопутствующем журнале Amazing Stories (что побудило Эшли охарактеризовать Fantastic Adventures как «убежище» от них), но некоторые фэнтези-произведения Шейвера появлялись и в Fantastic Adventures. Благодаря повышенному спросу в конце 1940 годов Amazing и Fantastic Adventures вернулись к ежемесячному графику выпусков.

### Браун
Когда в начале 1950 года ответственность за журнал взял на себя Браун, большую часть редакционной работы выполнял Уильям Хэмлинг. У Брауна не было полного контроля над журналом вплоть до конца года, пока Хэмлинг и Палмер не покинули Ziff-Davis. После этого качество литературы быстро улучшилось, и первые год или два пребывания Брауна в должности считаются лучшим периодом в истории Fantastic Adventures. В феврале 1950 года в журнале появился роман Теодора Стерджона «Малыш и кристаллы» (The Dreaming Jewels), а также заслуживающие внимания работы Лестера дель Рея, Уильяма Тенна и Уолтера Майкла Миллера. В апрельском номере Fantastic Adventures 1950 года было опубликовано первое произведение Мака Рейнольдса «Изоляционист» (Isolationist). Рейнольдс чаще публиковался в Astounding Science Fiction, а не в журналах Ziff-Davis, но некоторые радикальные политические темы из его более поздних работ прослеживаются уже в «Изоляционисте». В рассказе описываются готовые помочь инопланетяне, покидающие Землю в преддверии атомной войны из-за враждебности первого землянина, с которым они столкнулись. В том же году в Fantastic Adventures дебютировал Джон Джейкс: рассказ «Спящие деревья» (The Dreaming Trees) был опубликован в ноябрьском выпуске 1950 года.
В целом качество публикуемой литературы было низким, но, по словам историка научной фантастики Брайана Стэблфорда, «писатели, получившие карт-бланш на написание чистого фэнтези для [Fantastic Adventures], часто создавали читаемую беллетристику с характерным причудливым и ироничным привкусом». По оценке критика Джона Клюта, качество литературы в Fantastic Adventures было непостоянно, «но в нём было несколько потрясающих историй. Пусть мало, но они были». Среди известных рассказов послевоенной эпохи можно отметить «Ларго» (Largo) Теодора Стерджона и «Детскую комнату» (The Children's Room) Раймонда Джонса. Художественное оформление, как правило, было более высокого качества, чем сами рассказы. Эшли описывает Fantastic Adventures как «один из самых хорошо иллюстрированных журналов». Среди сотрудничавших с журналом художников можно отметить Вёрджила Финлэя, Генри Шарпа, Рода Рута и Малкольма Смита. Палмер говорил: «наш опыт показал, что обложки продают журналы просто потому, что привлекают внимание». В первый год существования Fantastic Adventures обложки, хотя и были драматичными, скорее изображали боевые сцены с героями-мужчинами, а не с девушками в беде, но в августе 1940 года на обложке появилась иллюстрация Говарда Вильяма Маккали с очаровательной женщиной в сверкающем платье. Подобные обложки стали появляться все чаще, читатели и редакторы окрестили изображаемых героинь «МакДевушками» (MacGirl). Историк научной фантастики Пол Картер, комментируя переход от боевых сцен к привлекательным женщинам на обложках, предполагает, что «определённо какое-то отношение к этому имела война». На иллюстрациях к научно-фантастическим произведениям космические корабли часто изображались как фаллические символы; писатель и критик Брайан Олдисс отметил, что на мартовской обложке Fantastic Adventures 1949 года в качестве фаллического символа изображена подводная лодка. В письмах читателей часто высказывались возражения против привлекательных женщин и намёков на сексуальное содержание на обложках, но публикуемые в журнале литературные произведения были довольно скромными в данном отношении.

## Библиографические данные
| | Янв  | Фев  | Мар  | Апр  | Май  | Июн  | Июл  | Авг  | Сен  | Окт   | Ноя   | Дек   |
| --- | ---- | ---- | ---- | ---- | ---- | ---- | ---- | ---- | ---- | ----- | ----- | ----- |
| 1939 |      |      |      |      | 1/1  |      | 1/2  |      | 1/3  |       | 1/4   |       |
| 1940 | 2/1  | 2/2  | 2/3  | 2/4  | 2/5  | 2/6  |      | 2/7  |      | 2/8   |       |       |
| 1941 | 3/1  |      | 3/2  |      | 3/3  | 3/4  | 3/5  | 3/6  | 3/7  | 3/8   | 3/9   | 3/10  |
| 1942 | 4/1  | 4/2  | 4/3  | 4/4  | 4/5  | 4/6  | 4/7  | 4/8  | 4/9  | 4/10  | 4/11  | 4/12  |
| 1943 | 5/1  | 5/2  | 5/3  | 5/4  | 5/5  | 5/6  | 5/7  | 5/8  |      | 5/9   |       | 5/10  |
| 1944 |      | 6/1  |      | 6/2  |      | 6/3  |      |      |      | 6/4   |       |       |
| 1945 | 7/1  |      |      | 7/2  |      |      | 7/3  |      |      | 7/4   |       | 7/5   |
| 1946 |      | 8/1  |      |      | 8/2  |      | 8/3  |      | 8/4  |       | 8/5   |       |
| 1947 | 9/1  |      | 9/2  |      | 9/3  |      | 9/4  |      | 9/5  | 9/6   | 9/7   | 9/8   |
| 1948 | 10/1 | 10/2 | 10/3 | 10/4 | 10/5 | 10/6 | 10/7 | 10/8 | 10/9 | 10/10 | 10/11 | 10/12 |
| 1949 | 11/1 | 11/2 | 11/3 | 11/4 | 11/5 | 11/6 | 11/7 | 11/8 | 11/9 | 11/10 | 11/11 | 11/12 |
| 1950 | 12/1 | 12/2 | 12/3 | 12/4 | 12/5 | 12/6 | 12/7 | 12/8 | 12/9 | 12/10 | 12/11 | 12/12 |
| 1951 | 13/1 | 13/2 | 13/3 | 13/4 | 13/5 | 13/6 | 13/7 | 13/8 | 13/9 | 13/10 | 13/11 | 13/12 |
| 1952 | 14/1 | 14/2 | 14/3 | 14/4 | 14/5 | 14/6 | 14/7 | 14/8 | 14/9 | 14/10 | 14/11 | 14/12 |
| 1953 | 15/1 | 15/2 | 15/3 |      |      |      |      |      |      |       |       |       |
| Выпуски Fantastic Adventures по томам/номерам. Цветом обозначен редактор выпуска. С первого номера и до конца 1949 года редактором был Реймонд Палмер; Говард Браун вступил в должность в январе 1950 года и оставался в этой роли до закрытия журнала. |      |      |      |      |      |      |      |      |      |       |       |       |

Обычно редакторы Fantastic Adventures указываются следующим образом:
- Рэй Палмер: май 1939 года — декабрь 1949 года;
- Говард Браун[англ.]: январь 1950 года — апрель 1953 года.

Однако фактическая редакционная ответственность не всегда соответствовала тому, что указывалось в выходных данных. Должность главного редактора (editor-in-chief) была выше, чем ведущего редактора (managing editor), но в некоторые периоды истории журнала основная ответственность лежала именно на ведущем. В нижеприведённой таблице показано, кто и в какой период времени занимал соответствующую должность:
| Месяц нач. | Месяц оконч. | Гл. редактор | Вед. редактор  | Кол-во выпусков |
| ---------- | ------------ | ------------ | -------------- | --------------- |
| Май, 39    | Январь, 47   | Б. Дж. Дэвис | Рэй Палмер     | 59              |
| Март, 47   | Октябрь, 47  | Рэй Палмер   | Говард Браун   | 5               |
| Ноябрь, 47 | Декабрь, 49  | Рэй Палмер   | Уильям Хэмлинг | 26              |
| Январь, 50 | Февраль, 51  | Говард Браун | Уильям Хэмлинг | 14              |
| Март, 51   | Март, 53     | Говард Браун | Лила Шаффер    | 25              |

Изначально Fantastic Adventures выходил в формате bedsheet, в каждом номере было по 96 страниц, в июне 1940 года формат был уменьшен до размеров бульварных журналов, а количество страниц увеличилось до 144. Поначалу каждый выпуск журнала стоил по 20 центов. С апрельским номером 1942 года цена увеличилась до 25 центов и оставалась такой до конца выпуска журнала, а количество страниц снова увеличилось до 240. С июня 1943 года по июль 1945 года в номерах было по 208 страниц, а в октябрьском выпуске 1945 года количество страниц упало до 176, затем до 160 в июле 1948 года и всего двумя выпусками позже, в сентябре 1948 года, количество страниц сократилось до 156. В июньском выпуске 1949 года оно снова упало до 144, но выросло до 160 с сентября 1949 года по август 1950 года. В сентябрьском выпуске 1950 года было 148 страниц, во всех последующих выпусках — 130 страниц.
Изначально номера появлялись раз в два месяца, но с января 1940 года журнал перешёл на ежемесячный график выпусков, который, однако, выдерживался лишь в течение следующих шести выпусков. За июньским номером 1940 года последовали августовский и октябрьский номера 1940 года, январский и мартовский номера 1941 года. С выпуском майского номера 1941 года начался ещё один ежемесячный период, который продлился до августа 1943 года, после чего журнал снова стал выходить раз в два месяца вплоть до июньского номера 1944 года. Затем Fantastic начиная с октябрьского номера 1944 года перешёл на квартальный график выпусков; в октябре 1945 года график снова стал двухмесячным, хотя между февралём и маем 1946 года был перерыв. Начиная с сентябрьского выпуска 1947 года и до конца публикаций журнал выходил ежемесячно. Нумерация томов была регулярной, новый том появлялся в начале каждого календарного года. В результате в томах было разное количество выпусков: от четырёх в 1944 году до двенадцати, когда журнал был ежемесячным, как это было в последние несколько лет выпуска. Последним выпуском стал третий номер пятнадцатого тома.
Вышло два британских переиздания. Первое состояло из двух пронумерованных выпусков без дат, которые вышли в мае и июне 1947 года в лондонском издании Ziff-Davis. Каждый выпуск состоял из 32 страниц формата бульварного журнала, в них были перепечатаны рассказы из американского издания военных лет. Второе переиздание было выпущено Thorpe & Porter (Лестер) и состояло из 24 выпусков без дат, все, кроме первых двух, были пронумерованы. Изначально выпуск состоял из 160 страниц, но затем объём уменьшался сначала до 128, а затем до 96 страниц. Номера выходили в период с июня 1950 года по февраль 1954 года и представляли собой сокращённые версии американских изданий, выходивших с марта 1950 года по январь 1953 года:
| Номер          | Дата выпуска в Великобритании | Соответствующий американский выпуск |
| -------------- | ----------------------------- | ----------------------------------- |
| 1 (без номера) | июнь 1950                     | март 1950                           |
| 2 (без номера) | август 1950                   | апрель 1950                         |
| 3              | октябрь 1950                  | май 1950                            |
| 4              | декабрь 1950                  | сентябрь 1950                       |
| 5              | январь 1951                   | октябрь 1950                        |
| 6              | март 1951                     | август 1950                         |
| 7              | апрель 1951                   | февраль 1951                        |
| 8              | ноябрь 1951                   | январь 1951                         |
| 9              | февраль 1952                  | февраль 1950                        |
| 10             | март 1952                     | ноябрь 1950                         |
| 11             | апрель 1952                   | декабрь 1950                        |
| 12             | июль 1952                     | март 1951                           |
| 13             | сентябрь 1952                 | апрель 1951                         |
| 14             | октябрь 1952                  | май 1951                            |
| 15             | ноябрь 1952                   | август 1951                         |
| 16             | январь 1953                   | июнь 1951                           |
| 17             | февраль 1953                  | сентябрь 1951                       |
| 18             | апрель 1953                   | октябрь 1951                        |
| 19             | июнь 1953                     | апрель 1952                         |
| 20             | июль 1953                     | июнь 1952                           |
| 21             | август 1953                   | июль 1950                           |
| 22             | сентябрь 1953                 | январь 1953                         |
| 23             | октябрь 1953                  | декабрь 1951                        |
| 24             | февраль 1954                  | декабрь 1952                        |

Изначально содержание было идентичным выпускам для США, но начиная с выпуска № 13 британские номера были короче американских по крайней мере на один рассказ.
Начиная с 1941 года нераспроданные выпуски Fantastic Adventures перешивались по три номера с новой обложкой и продавались под названием Fantastic Adventures Quarterly. С зимы 1941 по осень 1943 года вышло восемь таких ежеквартальных выпусков, они стоили по 25 центов и были пронумерованы от первого номера первого тома до четвёртого номера второго тома. Ещё одна подобная серия появилась летом 1948 года, номера стоили по 50 центов. Вышло одиннадцать номеров переизданий начиная с первого выпуска шестого тома до первого выпуска девятого тома (вышел весной 1951 года); весенний выпуск 1949 года был пропущен.
В 1965 году Сол Коэн приобрёл у Ziff-Davis журналы Amazing Stories и Fantastic, а также права на перепечатку всех произведений, опубликованных в научно-фантастических журналах издательства, включая Fantastic Adventures. Коэн опубликовал несколько переизданий и часто печатал рассказы из Fantastic Adventures. В частности, следующие издания частично или полностью состояли из материалов, ранее опубликованных в Fantastic Adventures:
- Fantastic Adventures Yearbook. Один выпуск, лето 1970 года, без номера, дата обозначена только годом. Перепечатано шесть произведений из Fantastic Adventures, изначально опубликованных в период между 1949 и 1952 годом;
- Thrilling Science Fiction. Выпуски 16 и 20 (лето 1970 года и лето 1971 года);
- Science Fiction Adventures. Январский выпуск 1974 года;
- Science Fantasy. Все четыре выпуска с 1970 по 1971 год;
- The Strangest Stories Every Told. Один выпуск, лето 1970 года;
- Weird Mystery. С осени 1970 года по лето 1971 года вышло четыре номера, содержание которых по большей части перепечатывалось из Fantastic Adventures.

## Комментарии
1. ↑  Журналы формата bedsheet имели размеры примерно 8,5 на 11,75 дюймов (216 на 298 миллиметров)[5].